# Piccolo blu e piccolo giallo
Piccolo blu e piccolo giallo (Little Blue and Little Yellow) è un albo illustrato per bambini, realizzato dallo statunitense Leo Lionni nel 1959.

## Trama
Piccolo blu e piccolo giallo sono amici e giocano insieme a nascondino, a fare il girotondo, saltano e corrono. Un giorno i due si abbracciano così forte che diventano entrambi di colore verde. Tornati a casa, non vengono riconosciuti dai rispettivi genitori e si sciolgono letteralmente in lacrime dei loro colori originali fino a ricomporsi ed essere riaccettati a casa. Anche i loro genitori, abbracciandoli, diventano parzialmente verdi, così tutti si rendono conto di quello che è successo e l'armonia può ritornare.

## Stile
Nel testo la comunicazione avviene attraverso semplici forme astratte che si muovono nello spazio della pagina seguendo precise regole: "È una chiara esemplificazione di come la forma sia parte fondamentale del significato, quindi contenuto stesso".
Le caratteristiche principali di questo albo illustrato sono la semplicità e l'immediatezza. Leo Lionni usa con disinvoltura forme, spazio e colori: "I protagonisti sono macchie di colore e la metafora dell'incontro tra colori primari e della loro trasformazione aiuta ad afferrare questioni astratte e complesse, come la forza di un’amicizia che cambia e fa crescere".
Il punto di vista del lettore cambia continuamente con un esercizio d’immaginazione spostandosi in uno spazio immaginario. Nel libro si osserva frontalmente la casa di piccolo giallo e piccolo blu, poi si guarda dall'alto i bambini seduti composti in classe o che fanno il girotondo. Il colore dialoga con il mondo emotivo infatti ciò ha un’influenza notevole sulla percezione. Ad esempio mentre Piccolo Blu cerca il suo amico il colore del mondo cambia: all'inizio della ricerca è bianco, poi diventa nero quando perde la speranza di trovarlo e rosso quando la tensione è al massimo grado. Un altro punto importante è la posizione delle figure nello spazio. La pagina diventa un palcoscenico, gli attori ovvero le macchie di colore si muovono in maniera disordinata, in seguito poi si fermano a scuola in maniera ordinata al proprio posto e nel parco si rincorrono entrando da sinistra e uscendo a destra. Leo Lionni riesce a eliminare tutto il superfluo e a restituirci l’essenza della forma. L’edizione di piccolo blu e piccolo giallo del 2015 è stata pubblicata con un CD audio che ospita le Kinderszenen di Schumann come una sorta di intersezione tra le arti in direzione dell’infanzia.

## Tecnica
L'intero albo illustrato è stato costruito con la tecnica del collage. L'assenza del taglio netto delle carte colorate, che rappresentano i personaggi, permette di evocare nel lettore un senso di dinamicità e di vivacità. Un ottimo esempio dell'idea di fluidità, infatti, sono le carte di guardia tempestate di piccoli blu e piccoli giallo con spazi bianchi. 
La creatività e il gusto estetico raffinato di Leo Lionni sono gli elementi che hanno confluito all'estrema pulizia e sintesi delle forme e dei colori. L'essenzialità, quindi, ha la funzione di catturare immediatamente l'attenzione del lettore, che a sua volta rimane stupito dalla capacità espressiva dello strappo indefinito. 
In queste piccole macchie di colore troviamo, appunto, una sorta di animismo infantile che stimola il coinvolgimento nel testo iconico. Vi è della pedagogia vivente. Tutto nasce dal bisogno di comunicare qualcosa ai bambini e loro genitori. L'esperienza della socialità, ed in particolare dell'amicizia tra pari raccontata nell'albo, mette in crisi la falsa sicurezza dei genitori che in un primo momento rifiutano di accogliere i figli ormai trasformati dall'incontro con l'altro. Solo in seguito, quando anche loro esperiranno la forza del cambiamento conseguente ad una condivisione emotiva autentica, accetteranno i loro piccoli e comprenderanno la loro evoluzione.
Il lieto fine definisce un equilibrio. Lionni ha voluto toccare temi significativi, come la famiglia, l'amicizia, la scuola, il rifiuto, la paura e l'accettazione in modo differente. Ricordando l'anno della prima edizione dell'albo, 1959, l'autore nella realizzazione ha risentito molto dell'influenza delle Avanguardie pittoriche della prima metà del Novecento, in particolare dell'astrattismo. Ciò si evince dal fatto che la spiegazione razionale non è appannaggio del testo verbale. Le immagini astratte e simboliche sono complesse e per questo motivo racchiudono tante interpretazioni. Ognuno coglie significati diversi a seconda dei fattori psicologici e spirituali.
Da qui anche il colore ha un risvolto espressivo, principio, appunto, dell'Astrattismo. Il giallo e il blu dei protagonisti sono associati rispettivamente al dinamismo e alla meditazione, il verde alla tranquillità che giunge nella storia solo dopo la comprensione da parte dei genitori nei confronti di Piccolo blu e Piccolo giallo..

## Temi
Questo albo illustrato può essere consigliato ai bambini a partire dai due anni e mezzo perché è a quell'età che iniziano a comprendere le personificazioni, come quelle presenti nella storia, le due macchie di colore, il blu e il giallo. Il verde è il risultato della mescolanza del blu e del giallo, ma è anche il simbolo di una grande amicizia. Leo Lionni, tra i più innovativi maestri dell'illustrazione per l'infanzia, affronta con estrema delicatezza e forza poetica questo classico tema, individuandone tutte le sfumature possibili: identità, diversità, ingenuità, condivisione, libertà, multiculturalità. L'autore raggiunge l'obiettivo ricorrendo ad una coppia di protagonisti che non è casuale né tantomeno usuale. Piccolo blu e piccolo giallo, non hanno occhi, naso e bocca, eppure riescono a raccontarsi così bene da arrivare ai lettori, nella loro verità più intima. Inoltre, questo albo illustrato può essere utile per far comprendere tematiche che a volte risultano complesse con il solo discorso verbale e logico come ad es. i colori primari e secondari, gli stati d'animo, le forme geometriche. Mentre, se il libro viene proposto a bambini in età scolare (dai 6 anni), i temi principali da cogliere sono quelli dell'amicizia, dell'accoglienza, dell'empatia verso l'altro, della diversità vista come valore aggiunto. Per i bambini l'amicizia è quasi una prima forma di innamoramento che provano verso l'altro e vivono questo rapporto con purezza, a differenza degli adulti. Lionni difatti suggerisce un superamento degli stereotipi: non solo i bambini possono imparare dagli adulti ma anche gli adulti possono imparare dai bambini, sono proprio i due protagonisti (bambini), che dimostrano ai genitori (adulti) che la fusione è un momento necessario da attraversare per sentire fino in fondo l'altro e prendere qualcosa da lui, senza che per questo venga intaccata l'identità personale. Ritroviamo in una pagina ben precisa dell'albo, una denuncia rivolta alla scuola vista come autoritaria, dove si vedono le macchie di colore disposte in ordine e allineate. Quando piccolo blu e piccolo giallo sono in classe il movimento è azzerato, prevale il colore nero che ha la funzione di chiusura, tristezza e rigidità. Quando invece si trovano al di fuori della scuola prevale il colore bianco, simbolo di libertà e di disordine apparente. Lionni riesce a dare peso alle immagini che diventano l'elemento centrale della narrazione, componenti essenziali per lo svolgimento e la comprensione della storia. Infine altro aspetto interessante è il genere delle due macchie di colore protagoniste che non viene definito proprio perché l'intento è quello di andare oltre le etichette. Leo Lionniprecorrendo i tempi, ha regalato l’astrattismo alla letteratura per l’infanzia traducendolo in narrazione, i messaggi trasmessi sono attuali e la modalità di trasmissione moderna, il nero nella classe ha la funzione di restituire un contenimento autoritario e cupo, l’autorità dell’insegnante è omologata a quella delle istituzioni, ha una carica polemica che richiama la situazione storica di contestazione. La scuola è scollata dalla vita, all'esterno Piccolo Blu e Piccolo Giallo sono liberi, i giochi citati sono nascondino e girotondo simbolo di uguaglianza, anche l’autorità genitoriale viene messa sotto esame da Lionni, la disobbedienza permette di apprendere, quando dalla loro unione Piccolo Blu e Piccolo Giallo generano un nuovo essere di colore diverso hanno acquisito l’esperienza dell’amicizia, ma lo hanno fatto in un contesto non formale e i genitori non comprendono che anche questa sia una forma di esperienza educativa. È una testimonianza storica di disagio e disubbidienza, di acuta insoddisfazione verso i modelli scolastici e familiari, conformisti conservatori perbenisti gerarchici e autoritari, così come verso tutti i dispositivi di controllo. Il rapporto tra parole e immagini è di completamento e dilatazione reciproca, la possibilità di soffermarsi sull'immagine con un tempo adatto all'attenzione del lettore favorisce l’educazione estetica e la pedagogia dello sguardo, l’assenza di una morale esplicita viene sostituita dalla creazione di un mondo valoriale più ampio, che richiama l’unicità dell’individuo, la cooperazione, la pace.

## Dedica
Questo libro è dedicato da Leo Lionni ai suoi due nipoti Pippo e Ann, per i quali ha inventato la storia e a tutti i bambini che leggeranno la storia. 
L'idea a Leo Lionni di scrivere il libro illustrato Piccolo blu e piccolo giallo viene durante un viaggio in treno verso Greenwich con i suoi nipoti Pippo, di cinque anni, e Ann, di tre anni; i quali pieni di energie iniziano a giocare e correre per tutto il vagone del treno. Leo Lionni, per intrattenere i nipoti, inizia a sfogliare la rivista di un numero di Life fino a quando non gli viene un’idea grazie a una pagina con un disegno blu, giallo e verde. Inizia a creare dei pezzi di carta tondi di questi colori e inizia a raccontare una storia, la storia di “Piccolo blu e piccolo giallo”.

## Critica
Andrea Rauch ha scritto a proposito del libro:

## Controversie
A luglio 2015, Piccolo Blu e Piccolo giallo viene inserito in una lista di libri per bambini proibiti dal sindaco di Venezia Luigi Brugnaro perché accusati di trattare "argomenti che non devono essere affrontati dalla scuola, ma dai genitori" e diventando, per contro, il simbolo della protesta contro qualsiasi forma di censura culturale.
Il libro illustrato è stato inserito nella lista in quanto ritenuto portatore di ideologia gender.

## Edizioni italiane
- Leo Lionni, Piccolo blu e piccolo giallo, illustrazioni di Leo Lionni, Milano, Edizioni Emme, 1975,  p. 41.
- Leo Lionni, Piccolo blu e piccolo giallo: una storia per Pippo e Ann e altri bambini, illustrazioni di Leo Lionni, Milano, Babalibri, 1999,  p. 41, ISBN 88-8362-003-8.
- Nel 2015 è stato pubblicato "Piccolo blu e piccolo giallo" in edizione speciale con un CD che ospita le musiche di Robert Schumann e la voce narrante di Anna Bonaiuto.